# (36069) 1999 RV52
1999 RV52 (asteroide 36069) é um asteroide da cintura principal. Possui uma excentricidade de 0.17947730 e uma inclinação de 2.03287º.
Este asteroide foi descoberto no dia 7 de setembro de 1999 por LINEAR em Socorro.